# 博愛醫院鄧佩瓊紀念中學
博愛醫院鄧佩瓊紀念中學（英語：Pok Oi Hospital Tang Pui King Memorial College），原名為博愛醫院第一中學，是一所位於香港元朗朗屏邨第三期，由政府津貼的男女中學，於1987年創校。

## 歷屆行政人員

### 校監
- 鄭海泉 先生（1987年-？，創校校監）[2]
- 鄧英喜 先生，JP（現任校監）

### 校長
- 吳孔琛 先生（1987年-1990年，創校校長；後調至同系陳楷紀念中學）[2]
- 郭偉祥 先生（1990年-2010年）[3]
- 陳京達 先生（現任校長）

## 社
博愛醫院鄧佩瓊紀念中學共分為四個社，而社名均以校訓名稱訂出，這四社包括:「博」（紅）、「文」（黃）、「愛」（藍）及「德」（綠）。

## 交通
- 港鐵屯馬線：朗屏站
- 香港輕鐵：豐年路站
- 九巴、港鐵接駁巴士及小巴：經朗屏邨或青山公路元朗段之路線

## 校友
- 容羨媛：香港女藝人[4]
- 陳鎮亨：香港男歌手，全民造星V季軍得獎者，男子組合ROVER成員
- 蘇文濤：香港男演員，第43屆香港電影金像獎最佳新演員
- 吳梓清（表妹 Mona）：香港女歌手
- 陳慶瑋：香港體育舞蹈員[5]
- 田麗琪：香港體育舞蹈員[5]
- 羅棨駿：前香港青年游泳代表，學界游泳大會之50、100米自由式紀錄保持人[6]
- 甄侃斌：前香港青年劍擊代表[7]
- 唐立夫：前香港青年水球代表[6]
- 林芷煖：前香港傷殘羽毛球代表隊成員[8]
- 陳彥霖：反送中運動期間死亡人物[9][10]

## 外部連結
- 博愛醫院鄧佩瓊紀念中學官網（页面存档备份，存于）